# Golestān-e Pā'īn
Golestān-e Pā'īn (persiska: كَلِستانِ سُفلَى, كيَلءستُن, گلستان پائين, Kalestān-e Soflá, Golestān-e Pā’īn) är en ort i Iran.   Den ligger i provinsen Ardabil, i den nordvästra delen av landet, 300 km nordväst om huvudstaden Teheran. Golestān-e Pā'īn ligger 1 878 meter över havet och antalet invånare är 261.
Terrängen runt Golestān-e Pā'īn är huvudsakligen kuperad, men åt nordost är den bergig. Runt Golestān-e Pā'īn är det ganska glesbefolkat, med 38 invånare per kvadratkilometer. Närmaste större samhälle är Khalkhāl, 13,5 km söder om Golestān-e Pā'īn. Trakten runt Golestān-e Pā'īn består i huvudsak av gräsmarker.